# Els amants de la rambla del Celler

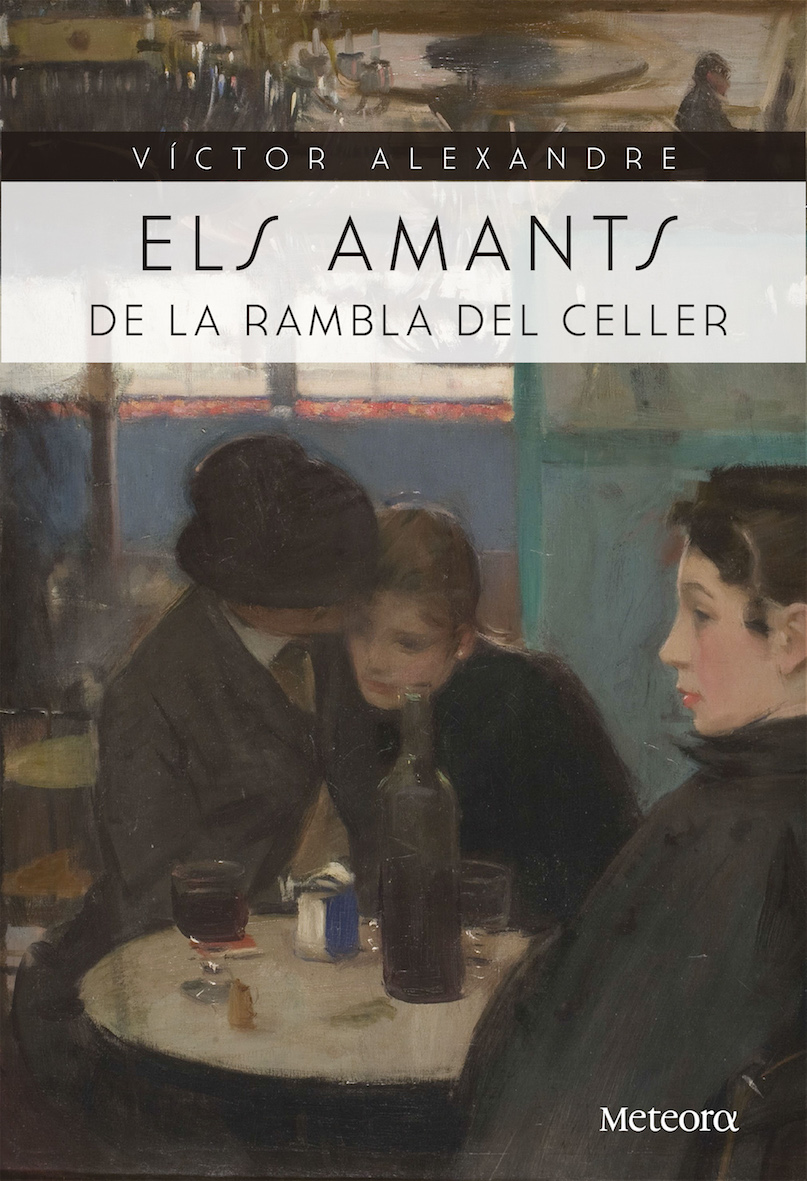

Els amants de la rambla del Celler és una novel·la de Víctor Alexandre, publicada l'any 2017. Ambientada a Sant Cugat del Vallès, Barcelona i París en el marc dels segles XX i XXI, parteix d'un fet quotidià –el pas reiterat d'un matrimoni nonagenari pel davant de la finestra de l'estudi d'un escriptor– a través del qual es manifesten els dos pols oposats de la condició humana i l'indefugible encadellat entre el present de les persones i les decisions que van prendre en el passat.
Per mitjà de tot un seguit de subtrames i de personatges, la novel·la contraposa la tendresa a la cruesa més extrema i parla de la recerca de la felicitat, de l'assetjament immobiliari, dels abusos a menors, del tractament de la vellesa a Occident, de la figura de la dona en un món androcèntric i de la necessitat de l'ésser humà de sentir-se estimat.
La novel·la, estructurada per mitjà d'analepsis, travessa tot un segle d'història, i mostra, amb èmfasi especial en el feixisme i el nazisme, una gran promiscuïtat entre personatges de ficció i personatges reals. Entre aquests darrers, emmarcats en els dies de bohèmia i esplendor del barri parisenc de Saint-Germain-des-Prés, hi apareixen Yves Montand, Simone Signoret, Charles Aznavour, Serge Gainsbourg, Arletty, Jacques Prévert i Simone de Beauvoir. També hi tenen una presència destacada l'amor secret que va unir Ferran Soldevila i Rosa Leveroni o la vida íntima de Josep Vicenç Foix.

## Coberta[calcitació]
La coberta original del llibre és una reproducció del quadre ´´Interior del Moulin de la Galette´´, de Ramon Casas, pintat el 1891 a París. Aquesta coberta va respondre a un desig exprés d'Alexandre, en considerar que tenia una presència real en el context de la història, atès que, en paraules seves, “és un personatge més de la novel·la, fins al punt que aquesta no sols comença amb la coberta, sinó que en forma part i el lector torna enrere més d'una vegada per observar-la amb atenció.”

## Argument[calcitació]
Nataniel (o Niel) és un escriptor que cada dia a les cinc de la tarda veu passar per davant la finestra del seu estudi, a Sant Cugat, un home i una dona d'edat avançada que retornen sobre els seus passos diverses vegades fins que, tot d'una desapareixen. Això, la seva actitud i l'amor que traspuen l'un per l'altra li crida l'atenció i l'inspira un article al diari titulat “Els amants de la rambla del Celler”, que té un gran ressò i que el quiosquer qualifica com “l'article més bell que ha escrit mai”. Aquest article propiciarà que en Niel i els amants es coneguin, que en sàpiga els noms, Maria i Joan, i que a partir d'aquell moment s'estableixi entre ells una relació que tindrà conseqüències directes en la vida de l'escriptor.
Mentrestant, descobrim que la Maria i en Joan, nascuts el 1918 i el 1921, respectivament, són fills del barri barceloní del Poble-sec, ell del carrer de la Riereta, i ella del carrer d'Elkano, i que és allí on va transcórrer bona part de la seva vida fins que van decidir traslladar-se a Sant Cugat del Vallès on la rambla del Celler gairebé marcava la fi de l'estructura urbana del poble. Els anys han transcorregut, el poble ha esdevingut una ciutat privilegiada i ara en Joan i la Maria són víctimes de l'assetjament de la immobiliària Ferragut, que els vol desnonar perquè paguen un lloguer antic i la pensió que ell cobra els deixa sense recursos per afrontar els preus desorbitats del municipi. Però, ¿on han d'anar dues persones de la seva edat foragitades violentament de la llar i de l'entorn que les ha acollit durant més de quaranta anys?
Mitjançant diverses analepsis que van del 2012 fins a començaments del segle xx, i amb el teló de fons d'alguns dels fets que van marcar la vida de Catalunya i d'Europa al llarg de cent anys, l'acció es desplaça a Barcelona i París. És a la capital catalana on es desenvolupa la primera part de la vida de la Marieta i en Joan. Es coneixen en l'adolescència com a integrants de colles sardanistes del barri, però mai no s'han dit res. Ho fan per primer cop el 1936 arran d'un afer que té lloc als Ferrocarrils Catalans per culpa d'un bitllet perdut. Amb tot, serà un episodi breu perquè esclatarà la guerra i passaran anys abans no es retrobin. En Joan, que és tres anys més jove que la Maria, és enviat pels seus pares a la masia d'uns parents, al Baix Camp, on fa amistat amb un pintor jove poc reconegut que es diu Joan Miró. La Maria, per la seva banda, treballa en una fàbrica de capses de cartró mentre el seu germà Alfons és enviat al front. Serà després d'acabada la guerra que el pare de la Maria, traginer de professió, serà empresonat a la Model i condemnat a mort víctima d'una delació feixista. Aleshores la Maria i la seva mare intenten desesperadament trobar persones riques i influents que intercedeixin per ell, però totes les portes se'ls tanquen. Els Montpernau són una família que es presta a ajudar-los, però no té prou influència i els suggereix que apel·lin als Ferragut. Els Ferragut, antics esclavistes que feren una immensa fortuna amb la canya de sucre a Cuba, són més acabalats i influents que els Montpernau, però simpatitzen amb el règim i menyspreen les idees republicanes de la família de la Maria. Alhora, l'Escalaborn, un dels torturadors de la Model, ofereix a la mare maniobrar en favor del seu marit a canvi de relacions sexuals.
Orfe de pare, en Nataniel passa els estius de la seva adolescència a París, on els seus oncles, Abdó i Viviane, antics membres de la Resistència, hi tenen La tondue, una petita braseria al barri de Saint-Germain-des-Prés, molt a prop de la casa de Jean-Paul Sartre. Aquests oncles i aquells estius, allunyats de la repressió franquista, tindran una importància cabdal en la formació personal d'en Nataniel. Amb l'oncle Abdó, germà de la seva mare, troba el referent patern que no ha tingut; amb la Viviane, fa una profunda reflexió sobre el nazisme i el masclisme. Tots dos, amb la seva relació de parella i la seva actitud davant la vida, acaben configurant la identitat d'en Nataniel. Es van conèixer al poble occità de Carsac de Gurçon, on l'oncle Abdó va anar a raure fugint dels camps de refugiats de la Catalunya Nord i es van casar quan els nazis envaïen França. Allà van ajudar exiliats catalans com Pompeu Fabra, Pau Casals o Francesc Pujols i van col·laborar en la lluita antifranquista fins al punt que l'Abdó, per tal d'encobrir l'autèntica identitat d'una figura catalana rellevant, signa un article a la revista-diari La Rambla que tindrà conseqüències en el futur.
És a La tondue on en Nataniel coneix un vell amic dels seus oncles, en Josep Bailina, antic deportat al camp de concentració de Mauthausen, que, gràcies al lloc de treball que li havien assignat, va poder salvar la vida de Joaquim Amat-Piniella i d'altres catalans.
A Barcelona, la Judit, dramaturga prestigiosa de mitjana edat i dona d'extraordinària bellesa, és la segona companya d'en Niel. Arrossega un passat ple d'infàmia que no sols ha marcat traumàticament la seva vida, també ha marcat les seves relacions afectives amb els homes. Víctima d'abusos sexuals per part del pare des de la infantesa, es va casar d'amagat amb l'Àngel per poder-ne fugir, però el pare, enfollit per la gelosia i el despit, no s'hi va conformar i va iniciar un assetjament despietat i sense límits contra ella i el seu marit. La infantesa i adolescència de la Judit transcorren a Sarrià, on dos amics pintors, en Joan i l'Octavi, constitueixen una fugaç alenada d'aire pur a pocs metres de l'horror que la té atrapada a la casa paterna.
Amb el pas dels anys, l'Alfons, que pateix una malaltia terminal, retroba per atzar en Simeó, el carnisser que va denunciar el seu pare al règim franquista, i pensa que aquella és una oportunitat única per matar-lo impunement, atès que difícilment complirà la pena que li imposin.
L'any 2012, inesperadament, una figura sorgida del passat truca a la porta de la casa de la Maria i en Joan.
A Barcelona, l'acció se centra en tres districtes: Poble-sec, Gràcia i Sarrià; i a París, a Saint-Germain-des-Prés. El nom d'Illa de França hi apareix més com a concepte metafòric que no pas com el que realment és.

## Temes principals[calcitació]
L'amor perdurable, el patiment provocat per la decepció o la traïció, l'abús sexual, l'absolutisme, els prejudicis morals, les misèries de l'ànima, les mentides, els ideals, la generositat... La novel·la reflecteix fil per randa el temps històric en què s'emmarca fins al punt en què els detalls aparentment més insignificants que il·lustren la vida dels personatges, com ara noms, dates, recitals, pel·lícules, òperes, obres teatrals, bars, botigues, productes, preus... són reals tot convertit el text en una mena de fresc filosòfic del segle XX i part del XXI.

## Estructura[calcitació]
La novel·la té una història marc amb presència a diversos capítols. És una història emmarcada en el present que esdevé l'eix al voltant del qual en giren moltes altres en temps i espai completament diferents.
La novel·la comença amb aquesta frase:
“El metall m'ha pres les persones que més he estimat. De vegades ho ha fet en forma de bala; d'altres, en forma de via fèrria.”
El primer capítol comença amb en Nataniel observant els amants de la rambla del Celler a través de la finestra del seu estudi. És el capítol en què el lector coneix la identitat de la Maria i en Joan. Però és també el de la primera presa de contacte amb tres personatges que tindran una importància cabdal al llarg de la novel·la: els oncles de França, Abdó i Viviane, i la Judit, segona parella d'en Nataniel. En aquesta última hi ha quelcom d'inquietant i enigmàtic, perquè ignorem si no hi és perquè és morta o perquè va marxar. També és en aquest capítol on es produeix la primera analepsi que ens situa a la França ocupada pels nazis i en la bohèmia posterior de Saint-Germain-des-Prés.
El segon capítol ens revela la personalitat de la Judit, ens endinsa en la vida de la Maria i en Joan i descobrim que el propietari els vol fer fora del pis. El tercer situa tota l'acció a París i, a través d'en Niel, coneixem en profunditat els seus oncles, Abdó i Viviane abans i després de la caiguda del nazisme contra el qual van lluitar des de la Resistència. Els capítols quatre, cinc i sis, estan dedicats als anys de joventut de la Maria i en Joan, a les seves famílies, als anys de glòria del Paral·lel i a dues famílies benestants, els Montpernau i els Ferragut, que seran determinants en molts aspectes de la vida dels dos protagonistes. El capítol setè se centra exclusivament en la relació d'en Niel i la Judit i en els abusos familiars soferts per ella en el passat.
El capítol vuitè és curt i, no obstant això, situa els elements que molt més endavant repercutiran tràgicament en la vida de l'Abdó i la Viviane. En el novè, els retrobem a La tondue, la seva braseria de París de la qual són clients habituals Yves Montand, Simone Signoret, Charles Aznavour, Arletty, Simone de Beauvoir, Ferran Soldevila i, alguna vegada, Rosa Leveroni. És, aquest, un capítol força llarg en el qual totes aquestes persones exposen la seva actitud individual davant la vida. En aquest sentit, la més rica i interessant és la de la Viviane, que defineix la seva relació amb l'Abdó com de promiscua lleialtat.
Els capítols desè i onzè ens situen en un conjunt de fets convulsos, el més colpidor dels quals és el de l'empresonament d'en Lestí, el pare de la Maria, a mans del règim franquista i la lluita per alliberar-lo de la Cínia, la seva dona. Justament aquí, per a bé i per a mal, intervenen els Ferragut. El dotzè també és colpidor, però per altres raons, ja que la Judit es retroba contra la seva voluntat amb el seu pare al cap d'uns anys i ens endinsem en la relació d'ella amb l'Àngel, el seu primer marit.
En el capítol tretze retrobem París l'estiu del 1966 a La tondue amb unes converses força descriptives de la personalitat de Ferran Soldevila i Rosa Leveroni i de la seva relació secreta. En el capítol següent, en Niel fa el descobriment meravellós d'una evidencia que havia tingut durant quaranta anys a tocar del nas sense adonar-se'n. Però és també el capítol en què el pare de la Judit surt de la foscor. La Judit ha trobat en la persona d'en Niel l'equilibri i l'estabilitat emocional necessaris per defugir el sentiment de culpa que viu dintre seu, però el pare no està disposat a ser un testimoni de pedra d'aquest amor. La novel·la avança i l'estiu del 1967, davant dels ulls d'en Niel, encara adolescent, La tondue serà escenari d'uns fets esfereïdors.
El capítol disset, el darrer, produeix l'encadellat de totes les peces de la novel·la tot reservant-nos una sorpresa final, com és l'aparició d'una dona que ningú no recordava i que va ser (i que tornarà a ser) determinant en la vida dels amants de la rambla del Celler.
Víctor Alexandre va dedicar el llibre a Joan Grases i Maria Cabanes, que ja havien mort, tot remarcant que aquesta no era pas la seva història, però que "ben bé podria haver-ho estat". I és que ells van ser-ne la font d'inspiració –els va descobrir realment a través de la seva finestra– a partir de la qual va desenvolupar tota la ficció de la novel·la.

## Personatges principals[calcitació]
- Marieta, muller de Joan, filla de Lestí i Cínia, i germana d'Alfons
- Joan, marit de Marieta i fill de Jan i Leta
- Niel, fill de Roser i company de Judit
- Abdó, oncle patern de Niel i marit de Viviane
- Viviane, muller d'Abdó i tia de Niel
- Lestí, marit de Cínia i pare d'Alfons i Marieta
- Cínia, muller de Lestí i mare d'Alfons i Marieta
- Alfons, fill de Lestí i Cínia i germà de Marieta
- Escalaborn, zelador de la presó Model de Barcelona
- Estiracordetes, vigilant de la presó Model de Barcelona
- Jan, marit de Leta i pare de Joan
- Leta, muller de Jan i mare de Joan
- Judit, muller d'Àngel i companya de Niel
- René, acordionista parisenc
- Roser, mare de Niel
- Serratosa, company d'escola de Caselles
- Simeó / Simeón, carnisser botifler, difamador i mentider
- Velasco, agent franquista
- Walter Goldberg, productor de Hollywood company de Bet
- Bet Ferragut, filla de Jordi Ferragut i néta de Pere Ferragut